# عدة بن عودة
الرائد عدة بن عودة أو الرائد سي زغلول ثوري جزائري من مواليد 01 فيفري 1927 ببلدية سيدي امحمد بن عودة ولاية غليزانالتحق بثورة التحرير وسقط في ميدان الشرف مارس 1962.

## النشأة
ولد سي زغلول بدوار العناترة ببلدية سيدي امحمد بن عودة في01 فيفري 1927 ، وفي 1932 توفيت والدته  وكفله خاله الثوري القاطن بوهران و تابع الدروس القرآنية بالكتاب زاوية بن عودة باشا بحي الحمري في وهران وعند بلوغه اشتغل بأحد دكاكين المدينة وفي سنة 1942 عاد لمسقط رأسه لكن لم يمكث بها طويلا وفي 1948 إلتحق بصفوف الجيش الفرنسي مثله مثل الجنود الجزائريين وشارك في حرب الهند الصينية التي أكسبته خبرة وتجربة

## جهاده
انضم بصفوف الثورة التحريرية في 1956 عين قائدا للعمليات العسكرية برتبة ملازم و تولى قيادة المنطقة الممتدة من ندرومة إلى وهران ، استلم مهامه على 3 كتائب في منطقة مداغ و شارك سي زغلول في عدة معارك ضد العدو الفرنسي من بينها معركة "سيدي غالم " الشهيرة ببلدية طفرواي في ولاية وهران و تم ترقيته إلى ملازم أول بعد انعقاد مؤتمر الصومام ثم إلى رتبة قائد عسكري بالمنطقة الرابعة للولاية الخامسة قبل أن تلقي عليه قوات العدو القبض بضواحي عين تموشنت 1959 إثر إصابته بجروح خطيرة خلال اشتباك مع الجيش الفرنسي ليتم اعتقاله بعدها و تعذيبه بشتى أنواع التعذيب و في 3 من ماي 1960 حكمت عليه المحكمة العسكرية بوهران بالإعدام إلا أنه تمكن من الفرار في العام الموالي .
تمت ترقيته إلى رتبة رائد لجيش التحرير الوطني بذات الولاية التاريخية و قضى في رتبة رائد عامين من الجهاد .

## إستشهاده
في 14 مارس 1962 إشتبك مع قوات الإستعمارية أين سقط شهيدا بمنطقة حمري -جديوية  نسخة محفوظة 15 مايو 2021 على موقع واي باك مشين.'